# Nola scabralis
Nola scabralis är en fjärilsart som beskrevs av Walker 1865. Nola scabralis ingår i släktet Nola och familjen trågspinnare. Inga underarter finns listade i Catalogue of Life.